# بربارا ريتنر
بربارا ريتنر (بالألمانية: Barbara Rittner) مواليد 25 أبريل 1973 في كريفلد، ألمانيا الغربية، هي لاعبة كرة مضرب ألمانية سابقة بدأت مسيرتها كمحترفة سنة 1989 وكانت تلعب باليد اليمنى. كما أنها إحدى بطلات الجراند سلام. أعلى تصنيف لها في الفردي كان المركز الـ 24 في سنة 1993. سبق أن شاركت في دورة الألعاب الأولمبية الصيفية.

## وصلات خارجية
- بربارا ريتنر على موقع رابطة محترفات التنس (الإنجليزية)
- بربارا ريتنر على موقع الاتحاد الدولي لكرة المضرب (الإنجليزية)
- بربارا ريتنر على موقع كأس بيلي جين كينغ (الإنجليزية)
- بربارا ريتنر على موقع خلاصة التنس.كوم (الإنجليزية)
- بربارا ريتنر على موقع اللجنة الأولمبية الدولية (الإنجليزية)
- بربارا ريتنر على موقع أوليمبيديا (الإنجليزية)

- الموقع الرسمي